# Родриго Дијаз де Вивар
Родриго Дијаз де Вивар (шп. Rodrigo Díaz de Vivar; Вивар, Бургос између 1043. и 1047. године — Валенсија, 10. јул 1099) био је кастиљански ратник и јунак који је активно учествовао у Реконкисти Иберијског полуострва у служби кастиљанских краљева, али и независно. Маври су му дали име Ел Сид Кампеадор (шп. El Cid Campeador), Мио Сид или Ел Сид, што би на дијалекту арапског (арап. سيد) значило господар.
Родриго Дијаз заузима веома значајно место како у историји средњовековне Кастиље, тако и у епици. Први шпански епски спев написан око 1140. године, Песма о Сиду (шп. Cantar de mío Cid), написан је управо о Родригу Дијазу и његовим подвизима у борби против Мавара.
Подаци о његовом животу се налазе у бројним документима на арапском и латинском, од којих је најважнији Историја Родеричи (шп. Historia Roderici) написана између 1103. и 1109. године, која представља аутентичну биографију Родрига Дијаза.
Други извори који говоре о Сидовом животу су:
- Спис који је написао један каталонски монах између 1093. и 1094. из манастира Рипољ под именом Кармен Кампидокторис (лат. Carmen Campidoctoris), и у коме се описују борбе Сида и грофа од Барселоне у 129 стихова.
- Спис из 1109. године који је написао Бен Басам из Португала који представља биографију мурсијанског краља Бен Тахира, и у коме се описује опсада Валенсије од стране Сидове војске.
- Спис који је написао Бен Алкама око 1110. године и који представља детаљан опис освајања Валенсије.

## Биографија
Постоје различита мишљења што се тиче Сидове године рођења - Менендез Пидал, велики познавалац и проучавалац Сидовог лика, предлаже годину 1043, Убијерто Артета годину Сидовог рођења смешта између 1054. и 1060, а Гонзало Мартинез Дијез у 1048. годину.
Био је син Дијега Лаинеза (шп. Diego Laínez) и Терезе Родригез (шп. Teresa Rodríguez). Припадао је нижем племству и борио се у служби Санча II. Учествовао је у освајању и припајању кастиљанској круни Леона, Португалије, Галиције, Торе и Саморе. Када је Санчо убијен за време опсаде Саморе 1072. године, његов брат Алфонсо VI га је наследио на кастиљанском престолу. Од самог почетка односи између Родрига и новог владара нису били баш најбољи, јер је Сид сумњао да је Алфонсо био умешан у убиство Санча. Да би придобио Сидову наклоност, Алфонсо га је оженио са Хименом Дијаз, припадницом високог леонског племства, која је била кћерка грофа од Овиједа. Међутим, доћи ће до сукоба између њих који је довео до Сидовог протеривања из Кастиље. Наиме, маварски краљ Севиље, Алмутамис, био је вазал Алфонса VI, и као такав, плаћао му је данак. Алфонсо је послао Сида да прикупи данак, међутим, у међувремену маварски краљ Гранаде, Алмудафар, напао је Алмутамиса те му је Родриго Дијаз помогао да се одбрани. Алмудафара су помагали и неки кастиљански племићи, међу којима је био и Гарсија Ордоњез, и који је у једном тренутку био и заробљен, али га је Родриго Дијаз потом пустио. Након тога, покупио је данак и вратио се у Кастиљу. Међутим, непријатељи које је имао на двору су оптужили Родрига да је задржао део новца од данка те је Алфонсо ово искористио јер се прибојавао овог превише смелог вазала те га је протерао прво на његов скорман посед у Вивару, а касније и из саме Кастиље. Родриго Дијаз је тако 1081. године напустио Кастиљу у пратњи мале групе својих верних војника.
Пошто је напустио Кастиљу, Родриго Дијаз је отпочео борбу против арапске династије Алморавида. Постао је вазал маварског краља Сарагосе, Алмутамина, који се у то доба борио против муслиманског краља Лериде. Лериду су помагали краљ Арагона и гроф од Барселоне. Сид је два пута поразио грофа од Барселоне, и заробио га 1082. године.
Врхунац славе Родриго Дијаз је постигао освајањем таифе Валенсије. Валенсија је била под врховном влашћу Кастиље, и Алфонсо ју је доделио Кадиру, краљу Толеда. Пошто је краљ Кадир 1092. године био свргнут и убијен, Родриго Дијаз је за освету освојио Валенсију која је постала хришћански посед. Занимљиво је рећи да је Сид освајање Валенсије извршио у име краља Алфонса, тако да је Валенсија до Сидове смрти 1099. године била под врховном влашћу Кастиље.
Родриго Дијаз и Химена имали су две кћерке - Марију, која се удала за Рамона Беренгера III, грофа од Барселоне, и Кристину, која се удала за Рамира Санчеза од Наваре, господара Монзона и сина Санча Гарсеса IV, краља Наваре.
Сид се настанио и остао до краја живота у Валенсији, бранећи је од маварских напада. Како је Валенсија била доста удаљена од хришћанских територија, Сид је могао да се ослони само на сопствене снаге. Након његове смрти, његова жена, Химена је под притиском Алморавида, 1102. године морала да напусти Валенсију у пратњи Сидових војника, односећи тело Родрига Дијаза са собом. Однела га је у Бургос, где га је сахранила у месту Сан Педро де Кардења (шп. San Pedro de Cardeña). У току Рата за независност, француски војници су оскрнавили Сидов гроб. Остаци су били враћени 1842. године и пренети у капелу у Бургосу. Од 1921. године, Сидови посмртни остаци почивају поред посмртних остатака његове жене Химене у Катедрали у Бургосу.

## Сид у књижевности
Убрзо после смрти, Родриго Дијаз је постао централна личност првог шпанског епа, Песма о Сиду (шп. El cantar de mío Cid). Песма о Сиду је настала око 1140. године и сачувана је захваљујући томе што ју је забележио 1037. године Пер Абат, о коме се ништа не зна. Овај драгоцени рукопис се чува у Националној библиотеци у Мадриду.
Међу легендарним сведочанствима која настају око манастира Сан Педро де Кардења након Сидове смрти је и то да је користио два мача која су носила властита имена - Колада (шп. Colada) и Тизона (шп. Tizona). Према легенди, та два мача су припадала краљу Марока и направљена су у Кордоби. Већ од настанка Песме о Сиду ова два мача се појављују као обавезни део легенде о Сиду, као и његов верни коњ, Бабијека (шп. Babieca).
Од 14. века, Сид се појављује као главни протагониста у хроникама и романсама Романсера. До 14. века његов живот је приповедан у форми епопеје, да би се од тада све више пажње поклањало (са много уметничке слободе) Сидовој измишљеној младости, као што се може видети из епа Родригова младост (шп. Mocedades de Rodrigo), у ком Сид као веома млад креће у инвазију Француске. У овом делу Сид је веома арогантан што је било веома популарно у то доба, али далеко од умереног и разборитог Сида из „Песме о Сиду“. Такође постоје романсе у којима се обрађује тема његове љубави са Хименом.
У 16. и 17. веку, поред романси, Сид се такође појављује и у неколико позоришних комада који су доживели велики успех, и који су у суштини били директно инспирисани Романсером. Године 1579. Хуан де ла Куева (шп. Juan de la Cueva) је написао комедију „Смрт краља Санча“ (шп. La muerte del rey don Sancho), базирану на епу о опсади Саморе. Лопе де Вега је овековечио Сида у комедији „Тврђаве Торе“ (шп. Las almenas de Toro). Најважнија два дела 17. века која говоре о Сиду су две комедије Гиљена де Кастра (шп. Guillén de Castro): „Сидова младост“ (шп. Las mocedades del Cid) и Сидова јунаштва (шп. Las hazañas del Cid) из 1618. године. Пјер Корнеј је 1636. године написао класичан позоришни комад француског театра, „Сид“, (фр. Le Cid) по узору на Кастрово дело.
Романтичари 19. века су такође били одушевљени Сидом, угледајући се увек на Романсеро: на пример, Зориља са својим позоришним комадом „Легенда о Сиду“, или Харценбуш „Заклетва из Санта Гадеје“.
У 20. веку, Педро Салинас и нобеловац Камило Хосе Села, написали су модерне поетске верзије Песме о Сиду.
Најновија критичка издања Песме о Сиду су обновила интересовање за ову стару епопеју, као на пример, издање из 2000. године које је приредио Алберто Монтанер Фрутос.
Средином 20. века, глумац Луис Ескобар је урадио адаптацију „Сидове младости“ за позориште, под именом „Љубав је разуздано ждребе“ (шп. El amor es un potro desbocado). Осамдесетих година 20. века Хосе Луис Олаизола објавио је есеј „Сид, последњи херој“, и године 2000. професор историје и романописац Хосе Луис Корал је написао роман „Сид“ (шп. El Cid), који демистификује лик средњовековног јунака.
У Србији, Владо Драшковић је урадио критичко издање „Песме о Сиду“ које садржи превод коментар и речник, издато 1975. године.

## Легенда
Постоји легенда која каже да је након Сидове смрти, Сидова жена везала његово тело за коња и послала га натраг у битку, верујући да ће то трупама повратити морал. Трупе, мислећи да уз њих јаше њихов господар окупили су се у великом броју. Непријатељска армија се разбежала мислећи да се Сид вратио из мртвих и вратила на своје бродове.
Тако је Сид и поред тога што је био мртав победио одлучујућу битку за Валенсију.

## Породично стабло
|  |                           |  |  |  |  |  |  |  |  |  |  |  |  |  |  |  |
|  | 2. Дијего Лаинез          |  |  |  |  |  |  |  |  |  |  |  |  |  |  |  |
|  |                           |  |  |  |  |  |  |  |  |  |  |  |  |  |  |  |
|  |                           |  |  |  |  |  |  |  |  |  |  |  |  |  |  |  |
|  | 1. Родриго Дијаз де Вивар |  |  |  |  |  |  |  |  |  |  |  |  |  |  |  |
|  |                           |  |  |  |  |  |  |  |  |  |  |  |  |  |  |  |
|  |                           |  |  |  |  |  |  |  |  |  |  |  |  |  |  |  |
|  | 3. Тереза Родригез        |  |  |  |  |  |  |  |  |  |  |  |  |  |  |  |
|  |                           |  |  |  |  |  |  |  |  |  |  |  |  |  |  |  |
|  |                           |  |  |  |  |  |  |  |  |  |  |  |  |  |  |  |

## Сид на филму
- Године 1910. снимљен је филм Марија Касаринија базиран на позоришном комаду Пјера Корнеја (фр. Pierre Corneille) из 1637.
- Године 1961. снимљена је најпопуларнија филмска верзија приче о Сиду, редитеља Антонија Мена (шп. Anthony Mann) са Софијом Лорен (енгл. Sophia Loren) и Чарлтоном Хестоном (шп. Charlton Heston) у улогама Химене и Сида. Филм је снимљен у Шпанији.
- Године 1962. снимљена је филм у шпанско-италијанској продукцији под називом „Сидове кћерке“ у режији Мигела Иглесијаса (шп. Miguel Iglesias.).
- Године 2003. снимљен је шпански цртани филм „Сид:Легенда“ (шп. El Cid: La leyenda).

Такође су у Шпанији у више наврата биле снимане серије и пародије на тему Сидовог живота.

## Сид у опери
Прича о Сиду је била такође адаптирана за оперу у четири чина на основу Корнејевог дела. Музику је написао Жил Масане (фр. Jules Massenet).